# Georg Manasse
Georg Manasse (* 28. Mai 1893 in Margonin, Provinz Posen, Deutsches Reich; † 28. Dezember 1980 in Westchester County, New York) war ein deutscher Kaufmann, Unternehmer, Sozialdemokrat und Pazifist.

## Leben
Der Kaufmann Georg Manasse war über einen Zeitraum von mehr als zwanzig Jahren für den Warenhauskonzern Schocken in Zwickau tätig. Als langjähriger Generaldirektor gehörte er zu den engsten Vertrauten der Brüder Simon und Salman Schocken.
Der Publizist Kurt Richard Grossmann, einst Generalsekretär der Deutschen Liga für Menschenrechte, gratulierte Georg Manasse im Mai 1963 zu dessen 70. Geburtstag mit den Worten:
„Georg Manasse ist ein Mann, der zu der Gruppe unabhängiger Menschen gehört, die in den vielen Jahrzehnten ihres beruflichen Lebens sich immer verpflichtet gefühlt haben, für die Ideen der Menschlichkeit, des Friedens und des Judentums zu wirken und, wenn notwendig, Opfer zu bringen.“

## Berufliche Laufbahn
Georg Manasse war ein Sohn des Unternehmers Manfred Manasse und der Rebecca Spiro. Er hatte sieben Geschwister, die ebenfalls in Margonin geboren wurden. Bis 1906 besuchte er dort eine private Knabenschule, danach wechselte er an das Sophien-Gymnasium in der Spandauer Vorstadt in Berlin-Mitte. Von 1909 bis 1912 absolvierte er eine Ausbildung bei der Firma Leopold Königsberger, einer Weberei und Wirkerei, in Berlin. Im Anschluss begann er eine kaufmännische Tätigkeit, die ihn zuerst nach Bremerhaven führte, wo er Joseph („Julius“) Schocken kennenlernte. Von Oktober 1912 bis Ende Januar 1913 war er in dem Kaufhaus Adolf Karseboom in Wismar tätig. Dies war ein Anschlussgeschäft der Firma I. Schocken Söhne in Zwickau. Als Simon Schocken zu einem Besuch in Wismar weilte, konnte er sich von den kaufmännischen Fertigkeiten Manasses überzeugen und holte diesen daraufhin als Einkäufer in die Zentrale nach Zwickau. Georg Manasse war in den Folgejahren zunächst Geschäftsführer der Konzernniederlassungen in Frankenberg und Cottbus. In dieser Zeit wurde er zu einem der wichtigsten Mitarbeiter der Brüder Schocken, so dass er ab 1921 in der Hauptverwaltung in Zwickau tätig war. Die logische Folge war, dass er anlässlich seines 10-jährigen Dienstjubiläums im November 1922 zum „leitenden Direktor der Kommanditgesellschaft“ ernannt wurde. Damit verbunden war die Erteilung der Einzelprokura, die am 4. Juli 1923 auch in das Handelsregister des Amtsgerichts Zwickau eingetragen wurde.
Als Generaldirektor war Manasse fortan maßgeblich an der weiteren erfolgreichen Entwicklung des sächsischen Warenhauskonzerns, dem viertgrößten in Deutschland mit 6500 Angestellten und zuletzt 19 Niederlassungen, beteiligt. Er begleitete bis Anfang der 1930er Jahre auch die Eröffnung weiterer Niederlassungen in Sachsen (u. a. in Crimmitschau und Chemnitz). Viele Innovationen innerhalb des Unternehmens können ihm zugeschrieben werden. Ende 1928 war er zum Vorstandsmitglied der für den Konzern wichtigen „Liga“, Aktiengesellschaft für kaufmännische Versicherungen, berufen worden. Im März 1930 wurde er zudem noch Geschäftsführer der Einkaufszentrale I. Schocken Söhne in Zwickau.
Darüber hinaus wurde Manasse im Jahre 1927 Begründer und alleiniger Inhaber des Kaufhauses Manasse in Mühlhausen (Thüringen), das nach dem Vorbild der Niederlassungen des Schocken-Konzerns aufgebaut worden war.

## Politisches Engagement
Als überzeugter Sozialdemokrat und Pazifist trat Georg Manasse in den frühen 1920er Jahren der 1914 gegründeten Deutschen Liga für Menschenrechte bei. Ab 1923 spielte er nachweisbar eine führende Rolle in Sachsen und war zeitweilig deren stellvertretender Bezirksvorsitzender. Er nahm auch an den Generalversammlungen der Liga in Berlin teil und beteiligte sich oftmals wortgewaltig an ihren Generaldebatten. Er knüpfte in dieser Zeit enge Kontakte zu dem Zwickauer Mediziner und Autor Karl Eskuchen (1885–1955), mit dem ihn eine lebenslange Freundschaft verband. Zu seinen engsten Freunden gehörten ferner die Geschwister Anna und Hans Siemsen und der Münsteraner Rabbiner Fritz Leopold Steinthal. In Verbindung stand er auch mit dem Redakteur und späteren sächsischen Ministerpräsidenten Max Seydewitz, dem Rabbiner Leo Baeck, dem Schriftsteller und Maler Joachim Ringelnatz, der Bildhauerin Renée Sintenis sowie dem Architekten Hermann Münchhausen und dem Kunsthistoriker und Museumsleiter Hildebrand Gurlitt.
Seit Dezember 1927 war Georg Manasse mit der Kaufmannstochter Anne-Marie Simon verheiratet. Aus ihrer Ehe gingen zwei Kinder hervor.
Als Bürger der Stadt Zwickau engagierte sich Georg Manasse aber auch für die Belange der dortigen Juden. So war er als Vorstandsmitglied der Israelitischen Religionsgemeinde für Haushalts- und Steuerfragen zuständig. Nach dem unerwarteten Tode von Simon Schocken im Herbst 1929 wurde er 2. Vorsitzender des Gemeindevorstandes. Überliefert ist ebenfalls, dass er – zu einem bislang unbekannten Zeitpunkt – 1. Vorsitzender des Gemeindevorstandes wurde, was entweder mit der längeren Ortsabwesenheit von Salman Schocken oder mit dessen Emigration nach Palästina zusammenhing.
Wenige Wochen nach der nationalsozialistischen Machtergreifung wurde Georg Manasse Ende März 1933 in Zwickau vorübergehend in „Schutzhaft“ genommen. In den Folgemonaten setzt er sich mit Geschick für den weiteren Erhalt des Konzerns ein. Dennoch legte er im Juni 1934 alle seine Ämter im Unternehmen und in der jüdischen Gemeinde nieder und verlegte seinen Wohnsitz von Niederhohndorf bei Zwickau nach Berlin. Zahlreiche Grußschreiben, die er anlässlich seines Ausscheidens aus dem Unternehmen von früheren Geschäftspartnern und Mitarbeitern erhielt, zeugen von deren Verbundenheit und großen Dankbarkeit für seine geleistete Arbeit.
Die vormaligen politischen Aktivitäten, sein Bekenntnis zum Judentum und seine kritische Haltung gegenüber dem NS-Regime, die in der Ablehnung eines Treffens mit dem Reichswirtschaftsminister Hjalmar Schacht gipfelte, machten letztlich für Georg Manasse einen weiteren Verbleib in seinem Geburtsland kaum noch möglich. Im Juli 1935 emigrierte er mit Ehefrau und den noch minderjährigen Kindern nach Stockholm (Schweden), wo er eine Textilwarenfabrik begründete. Im August 1939 wurde ihm und seiner Familie die deutsche Staatsbürgerschaft aberkannt.

## Emigration
Nach der Besetzung Norwegens und Dänemarks durch Hitlers Wehrmacht im April 1940 befürchtete Manasse, dass auch Schweden bald dieses Schicksal ereilen würde. Daher entschlossen sich die Eheleute, den schwedischen Behörden ihre Hilfe anzubieten. Georg Manasse beabsichtigte, sich den Streitkräften anzuschließen, seine Ehefrau dem Roten Kreuz. Die Kinder hingegen sollten evakuiert werden. Die Landesbehörden konnten oder wollten auf dieses Angebot aber nicht eingehen. Daher bemühte sich Manasse von da an verstärkt um eine Auswanderung nach Übersee.
Gunnar Josephson (1889–1972), der damalige Präsident der Jüdischen Gemeinde in Stockholm, stellte ihm in diesem Zusammenhang am 24. Mai 1940 folgendes Zeugnis aus: „Es ist mir bekannt, dass Herr Manasse in Deutschland eine außerordentlich geachtete Stellung, insbesondere im wirtschaftlichen Leben, eingenommen hat, und dass sein Name den besten Klang über Deutschlands Grenzen hinaus hatte. Es ist mir auch bekannt, dass Herr Manasse in 22-jähriger Arbeit den Schocken-Konzern in Deutschland mit aufgebaut hat und lange Zeit hindurch Vorstand und Generaldirektor dieses Unternehmens war.“
Im Juni 1940 konnten die Eheleute Manasse mit ihren Kindern Schweden verlassen und über Russland zunächst nach Japan reisen. Da Annemarie Manasse und ihre Kinder bereits im Besitz der begehrten Einreisevisa für die USA waren, konnten sie ohne Unterbrechung ihre Reise in das Bestimmungsland fortsetzen. Hingegen wurde es Georg Manasse erst im Dezember 1940 erlaubt, in die USA einzureisen. Die Familie war endlich wieder vereint und konnte gemeinsam Chanukka, das bei den deutschen Juden so beliebte Lichterfest, feiern.
Bis 1955 war der Unternehmer weiterhin an schwedischen Firmen beteiligt. In den Folgejahren leitete er eine Hemdenfabrik sowie ein Import- und Exportgeschäft in Scarsdale (New York).
Auch im Exil war Georg Manasse nicht nur Unternehmer. So wurde er frühzeitig ein Mitglied des Leo Baeck Instituts in New York und verfolgte dessen Publikationsvorhaben aufmerksam. Bis zu seinem Lebensende interessierte er sich für Fragen des „Weltgeschehens“ und suchte den Kontakt zu dessen Protagonisten. Der eingangs erwähnte Kurt Richard Grossmann, der mit Georg Manasse seit Ende der 1920er Jahre eng befreundet war, hob weiterhin dessen „unerschöpflichen Durst nach dem gedruckten Wort“ hervor und betonte, dass es „oft einem Freunde passieren [kann], dass er von ihm, gleichzeitig ob hier oder in Europa ein Exposé mit Vorschlägen für eine von ihm als notwendig erachtete Aktion erhält“.
Georg Manasse starb nach langer, schwerer Krankheit am 28. Dezember 1980 in Scarsdale (Westchester). Seine Ehefrau war bereits fünf Jahre zuvor verstorben. Ihre letzte gemeinsame Ruhestätte befindet sich auf dem Mount Pleasant Friedhof in Hawthorne (New York).